# Zuiderkerk (Rotterdam)
Pour les articles homonymes, voir Zuiderkerk.
La Zuiderkerk (en français, l'église du sud) est une église réformée néerlandaise, construite en 1849 dans le quartier de Glashaven, à Rotterdam. Le bâtiment est détruit le 14 mai 1940, lors du bombardement de Rotterdam.

## Histoire
Entre l'ancien port comblé et devenu la rue Glashaven d'une part, et la Jufferstraat, où est maintenant la Rederijhaven, s'élevait une ancienne église du même nom. La décision de construire un nouvel édifice est prise en 1844.
Le choix d'architecte se porte sur A. W. van Dam, assisté par J. van Limburg, maître-charpentier. La construction elle-même coûte 312 416 florins, et les frais totaux s'élèvent à plus de 500 000 florins. L'église est achevée en 1849, et le pasteur, H. Oort prend ses fonctions le 22 avril 1849.

## Bâtiment
Le bâtiment a une forme octogonale, avec quatre chapelles latérales. Une tour octogonale et un clocher couronnent le toit. Les fenêtres et les portes ont des arcs en ogive. En 1850, l'orgue, construit par la firme J. Bätz & Co., facteurs d'orgues d'Utrecht, est mis en service par J.B.Spoelder, l'organiste de la Zuiderkerk, et Bartholomeus Tours, l'organiste de l'église Saint-Laurent. Des vitraux sont réalisés entre 1925 et 1939, par le maître-verrier Marius Richters.

## Destruction
Lors du bombardement de Rotterdam, le 14 mai 1940, l'église, tout comme la Westerkerk, est entièrement détruite. Elle n'a pas été reconstruite et l'église protestante Pauluskerk (nl) l'a remplacée.

## Galerie

Zuiderkerk (Rotterdam)
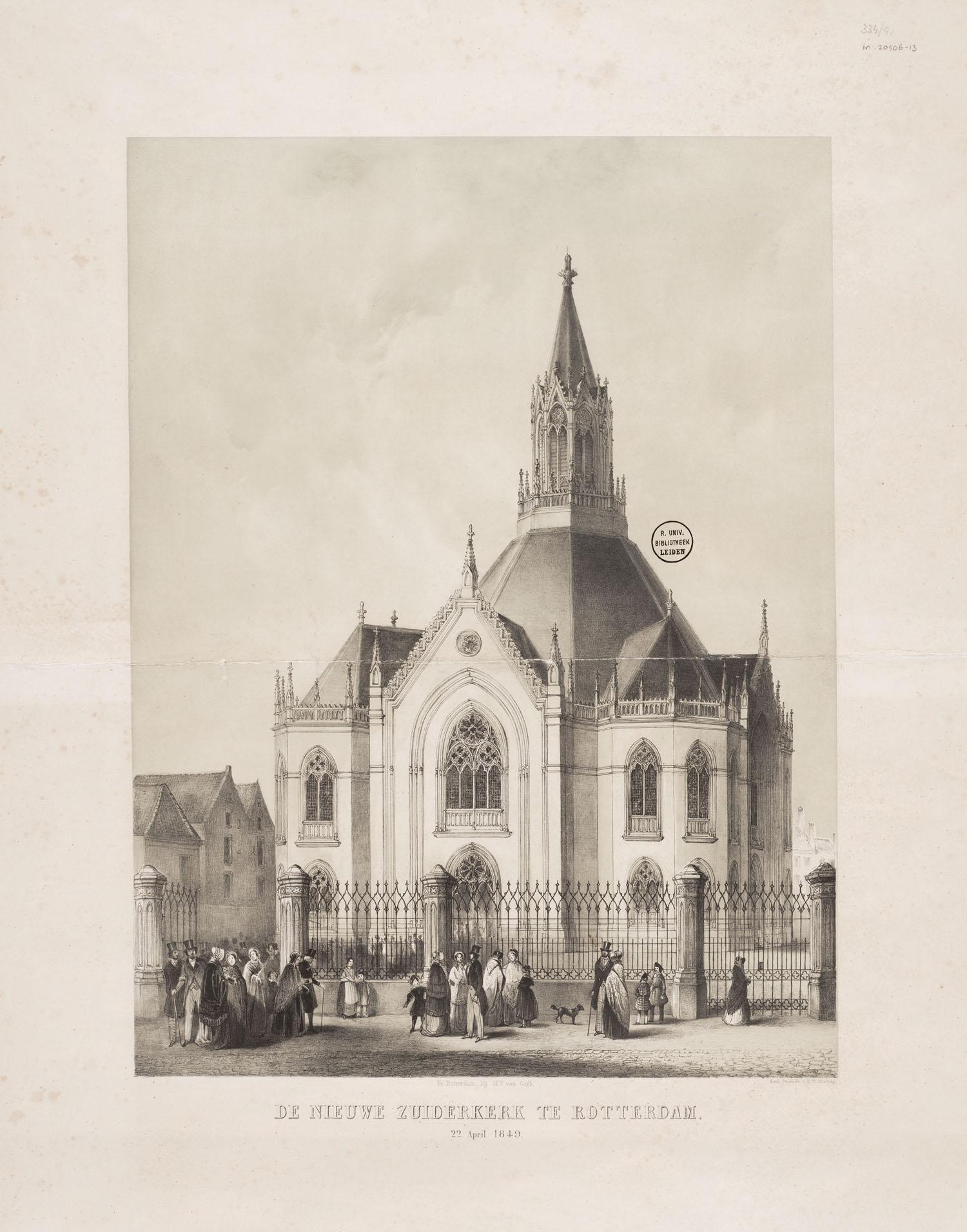
L'église en 1849
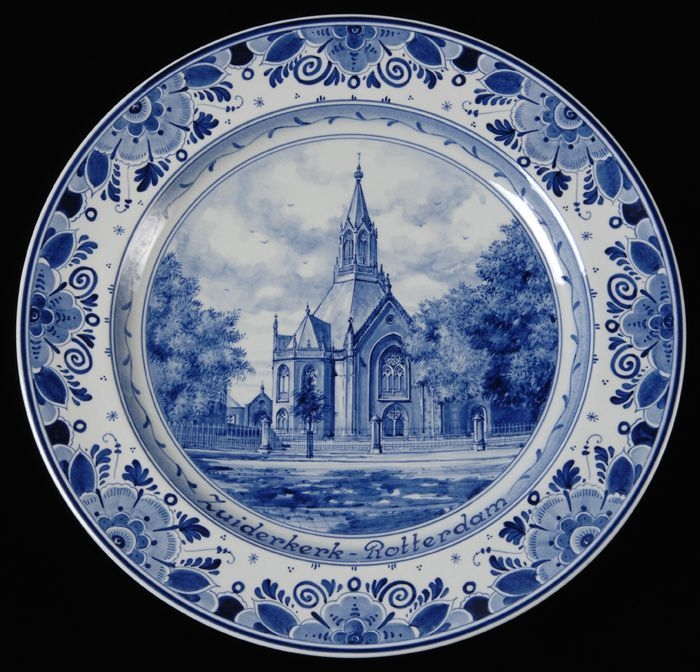
Assiette en faïence de Delft (après 1945)
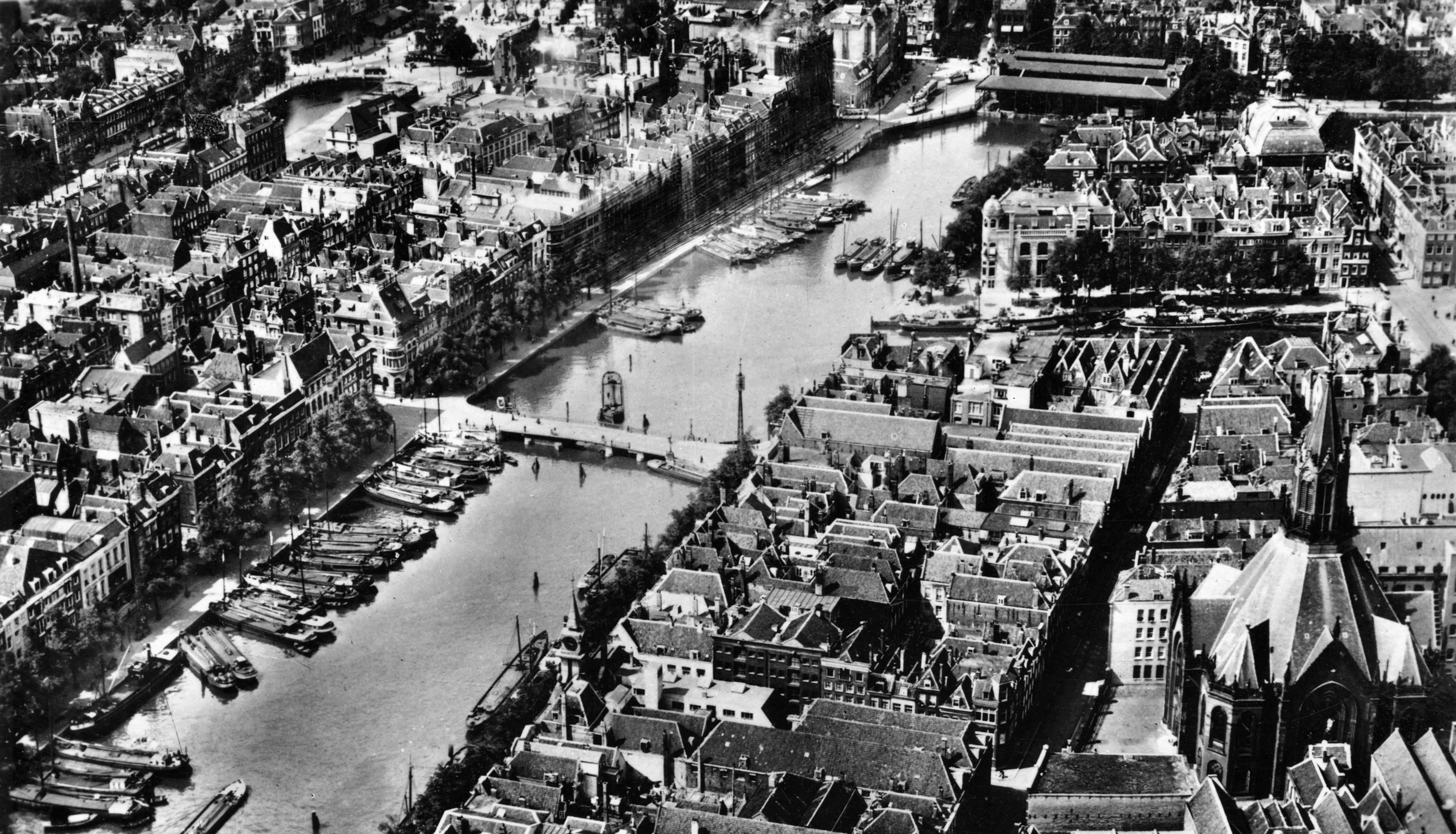
Photographie aérienne du Leuvehaven, postérieure à 1925, la Zuiderkerk est à droite.
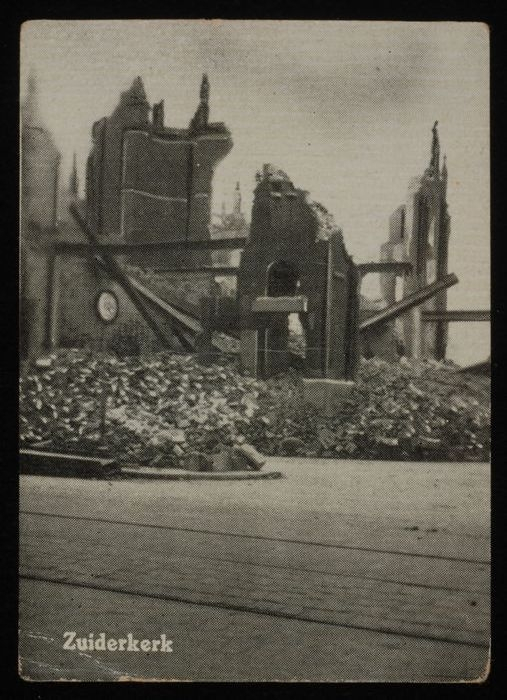
L'édifice en ruines (1940)